# Rensselaer megye
Rensselaer megye az Amerikai Egyesült Államokban, azon belül New York államban található. Megyeszékhelye és legnagyobb városa Troy. Lakosainak száma 161 130 fő (2020. április 1.). Rensselaer megye Bennington, Columbia, Berkshire, Greene, Albany, Saratoga és Washington megyékkel határos.

## Népesség
A megye népességének változása:
| Lakosok száma | 159 374 | 159 707 | 159 677 | 159 918 | 160 266 | 161 130 |
|               | 2010    | 2011    | 2012    | 2013    | 2015    | 2020    |